# Єдиному
«Единому» — студийный альбом, выпущенный Софией Ротару в 2003 году на студии Artur Music. Этот альбом появился после перерыва, связанного со смертью мужа Софии Ротару — Анатолия Евдокименко, и является посвящением его памяти. В альбом включены суперхиты периода первых лет совместной жизни и творчества Софии Ротару и Анатолия Евдокименко. Альбом вышел ровно в годовщину смерти супруга Софии Ротару. К январю 2004 года было продано более 200 000 копий данного альбома.
Посвящается Единственному…
Мужу, Творцу, Человеку –
народному артисту Украины
Анатолию Евдокименко
Единственная и вечная любовь всей моей жизни – Он так долго, настойчиво и романтично стремился к этой любви…
Чувство, окрылённое общим увлечением музыкой и песнями молодых буковинских композиторов. Первые выступления, первые общие победы – всё это ещё больше объединило нас. Он был прекрасным мужем – нежным и заботливым, талантливым трубачом, музыкантом от Бога. Высокий и нежный голос его трубы всегда звучит в моей душе, в моих песнях. Именно он знакомил меня с талантливыми композиторами, находил для меня самые лучшие песни, создал ансамбль «Червона Рута». Он был режиссёром и постановщиком всех моих концертных программ, моим Учителем, моим вдохновением… Он был настоящим Человеком – добрым, благородным, щедрым, искренним и верным другом, любящим мужем, сыном, отцом, дедушкой.
В этих песнях – наша любовь, наши мечты, вся наша жизнь. Пусть они станут посвящением тому Единственному, что, увы, никогда не вернётся…
Но остаётся Память, ведь музыка и настоящая любовь вечны!

София Ротару

## Список композиций
| #   | Русское название                                                        | Название на языке оригинала     | Время |
| --- | ----------------------------------------------------------------------- | ------------------------------- | ----- |
| 1.  | «Одна калина» Слова: Виталий Куровский Музыка: Руслан Квинта            | укр. Одна калина                | 4:04  |
| 2.  | «Червона рута» Слова: Владимир Ивасюк Музыка: Владимир Ивасюк           | укр. Червона рута               | 4:22  |
| 3.  | «Меланхолия» Слова: Г. Виеру Музыка: П. Теодорович                      | рум. Melancolie                 | 4:49  |
| 4.  | «Два перстня» Слова: Владимир Ивасюк Музыка: Владимир Ивасюк            | укр. Два перстені               | 4:01  |
| 5.  | «Счастливый вечер» Слова: С. Гимпу Музыка: П. Теодорович                | рум. Seară albastră             | 4:39  |
| 6.  | «Иван» Молдавская народная песня                                        | рум. Ioane                      | 3:54  |
| 7.  | «Сизокрылая птаха» Слова: Роман Кудлик Музыка: Дон Баки                 | укр. Сизокрилий птах            | 3:39  |
| 8.  | «Мальвы (Баллада о мальвах)» Слова: Богдан Гура Музыка: Владимир Ивасюк | укр. Мальви (Балада про мальви) | 4:11  |
| 9.  | «Приди» Слова: Д. Матковский Музыка: И. Алдя-Теодорович                 | рум. Să vii                     | 3:57  |
| 10. | «Черёмуха» Слова: Михаил Юрийчук Музыка: Василий Михайлюк               | укр. Черемшина                  | 3:36  |
| 11. | «Верь мне» Слова: Ш. Петраке Музыка: И. Алдя-Теодорович                 | рум. Crede mă                   | 4:11  |
| 12. | «Романтика» Слова: Г. Виеру Музыка: А. Кирияк                           | рум. Romantică                  | 4:15  |
| 13. | «Водограй» Слова: Владимир Ивасюк Музыка: Владимир Ивасюк               | укр. Водограй                   | 3:29  |
| 14. | «Родной край» Слова: Николай Мозговой Музыка: Николай Мозговой          | укр. Край                       | 3:54  |
| 15. | «Песня будет с нами» Слова: Владимир Ивасюк Музыка: Владимир Ивасюк     | укр. Пісня буде поміж нас       | 4:45  |
| 16. | «Жди» Слова: Виталий Куровский Музыка: Руслан Квинта                    | укр. Чекай                      | 3:37  |
| 17. | «Белый танец» Слова: Виталий Куровский Музыка: Олег Макаревич           | рус. Белый танец                | 3:56  |

## Языки исполнения
Альбом содержит 16 (в подарочной версии 17) легендарных песен из репертуара Софии Ротару: 10 украинских и 6 молдавских и бонус-трек — новая песня «Белый танец», исполненная на русском языке. Молдавские песни заряжены сильной положительной энергетикой, исполненные на родном языке. Начинается и завершается этот ностальгический альбом Ротару тремя новыми талантливыми песнями молодых украинских авторов: «Одна калина», «Чекай» и «Белый танец». «Червона рута», «Два перстені», «Сизокрилий птах», «Водограй», «Пісня буде поміж нами» — яркие приметы 1970-х, радио-телеэфира Украины и визитная карточка Софии Ротару, ставшие классикой современной украинской эстрады, спетые после Ротару певцами: Ирина Сказина, Жанна Боднарук, Таисия Повалий, Ани Лорак, Виктор Павлик, Тарас Чубай. София Ротару не относится к поколению, пережившему большую войну, тем не менее как дочь фронтовика и настоящая патриотка певица она вспомнила об этой трагической странице истории, выразив уважение тем, кто отдал свою жизнь за будущее, песней «Мальвы». В более ранней версии песня имеет название — «Баллада о мальвах».
…А в мире „буйно квітне Черемшина” —
Предвестник нежным маминым цветам…
cquote
 В этот альбом также включена красивая песня «Песня будет между нами», которая широко любима не только на Украине, но и в странах говорящих на славянских языках.
Мої руки ти візьмеш знову в свої руки,

Не розквітне поміж нас жовтий квіт розлуки.

Не ховай очей блакитний промінь,

Заспівай мені в останній раз!

Пісню ту візьму собі на спомин,

Пісня буде поміж нас.
cquote

## История альбома
Альбом посвящён памяти мужа Софии Ротару — Анатолия Евдокименко, который был для певицы одновременно любимым мужчиной, другом, и её многолетним бессменным музыкальным руководителем и режиссёром-постановщиком концертных программ. Отложив ради восходящей звезды карьеру физика, он организовал ансамбль «Червона Рута», солисткой которого стала Ротару, чьи песни поют на территории бывшего СССР и за его пределами.

### Запись
Профессиональная сторона изготовления нового альбома оценена идеально, в то время как этот альбом, будучи альбомом современных обработок прежних легендарных хитов и войдя в десятку лучших альбомов на Украине в 2004 году (первый в категории «самый ностальгический») звучит как свежий альбом с новыми песнями.

### Критика
В альбом «Единому» входят ставшие народными песни украинского и молдавского фольклора, в последних современных аранжировках, в том числе в стиле Deep Forest.
В альбоме отражён глобально-монументальй подход: полноценные целые оркестры с многочисленными трубачами на аккомпанементе и громкий голос всесоюзного значения. В песнях этого альбома нет пафосности, но ярко выражено сближение с народом посредством характерных южным тональностей и напевностью. Песня «Одна калина» звучит очень современно, но вместе с тем и традиционно: с молдавскими скрипками и гармониками, что позволяет ей быть одновременно песней для прослушивания и сопровождения празднеств. Этой же песней, София Ротару закончила концертную программу Юбилейные концерты Софии Ротару в Кремлёвском дворце где её спели вместе с ней представители российского и украинского шоу-бизнеса. Один из первых хитов Софии Ротару — «Червона рута» — приобрел новое, характерное клубное звучание посредством модного диско-бита и медной секции. Песня «Меланхолие» (Нежная мелодия) получила в новом динамичном ремиксе на основе типичного итальянского начала и ритма новое звучание, характерное для песен исполнявшихся на фестивале в Сан-Ремо. В этой песне только припев остался прежним.

## Переиздания
Этот альбом на данный момент не переиздавался. В альбом входят хиты ставшие частью украинской и молдавской, а также русской поп-культуры, но в новой современной обработке.